# سنجاب پرنده جهان جدید
سنجاب پرنده جهان جدید (نام علمی: Glaucomys) نام یک سرده از تبار سنجاب پرنده است.

## گونه‌ها
- سرده Glaucomys
  - سنجاب پرنده جنوبی – Southern Flying Squirrel
  - سنجاب پرنده شمالی – Northern Flying Squirrel